# Mahmat, Avanos
Mahmat là một thị trấn thuộc huyện Avanos, tỉnh Nevşehir, Thổ Nhĩ Kỳ. Dân số thời điểm năm 2011 là 1.712 người.